# Haarlemmerdijk 37
Haarlemmerdijk 37 is een gebouw aan de Haarlemmerdijk in Amsterdam-Centrum. Het gebouw werd in november 2004 tot gemeentelijk monument verklaard.
De Haarlemmerdijk, in het verlengde van de Haarlemmerstraat, is een eeuwenoude straat net ten noorden van de grachtengordel. De originele gebouwen zijn in de loop der eeuwen grotendeels vervangen door nieuwbouw dan wel nieuwbouw op nieuwbouw. In de late 18e eeuw werd het gebouw nog vastgelegd door Caspar Philips.

## Nieuwbouw
Haarlemmerdijk 37 is na Haarlemmerdijk 39 (1896) en Haarlemmerdijk 43 (1900) het derde gebouw in dit stukje Haarlemmerdijk ontworpen door architect François Marie Joseph Caron. Daar waar Caron in 39 en 43 zich uitleefde met stijlinvloeden van de art nouveau is het pand 37 soberder van opzet. Max Put houdt dan ook in zijn boekwerk Art nouveau in Amsterdam voor de stijlperiode art nouveau grensjaartallen aan van 1895 en 1910. Opdrachtgever voor de sloop van het oude perceel en bouw van het nieuwe was P.J. Schaaps; sloop begon in 1904. Schaaps voerde hier zijn tabakswinkel De Plantage (hij had ook een zaak in De Plantage). Ook in 1958 zat er nog een tabakszaak; er kwam toen een aanvraag binnen voor een nieuwe lichtreclame, Miss Blanche legde het af tegen North State. Daarna kwam er ook een tattooshop; in 2022 is er een kledingwinkel gevestigd. Het gebouw heeft vijf bouwlagen, alles vrij rechthoekig uitgevoerd. Daartegenover staat het grote etalageruit uitgevoerd in gebogen glas met daaronder de handtekening van de architect.

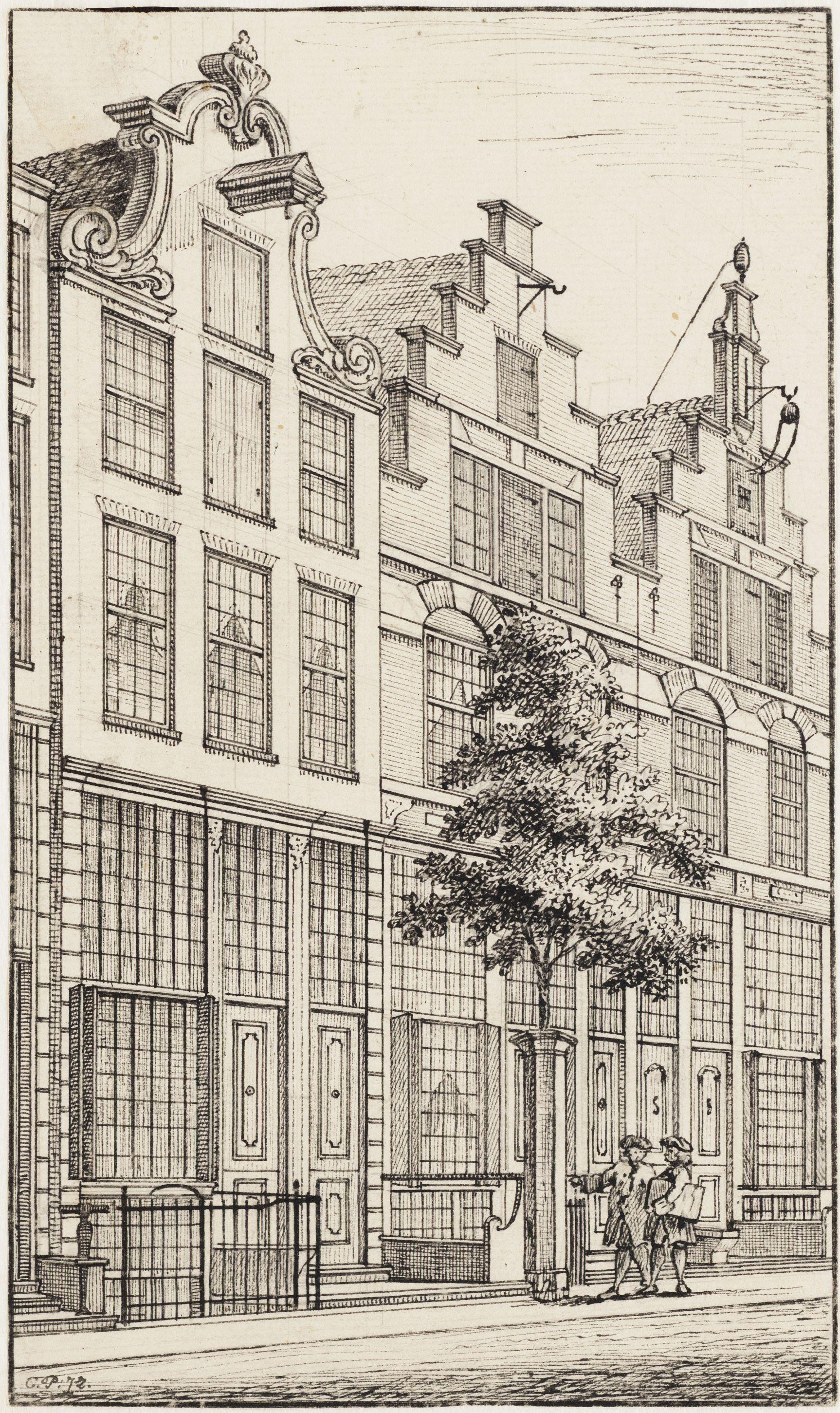
Haarlemmerdijk 33-37 volgens Philips

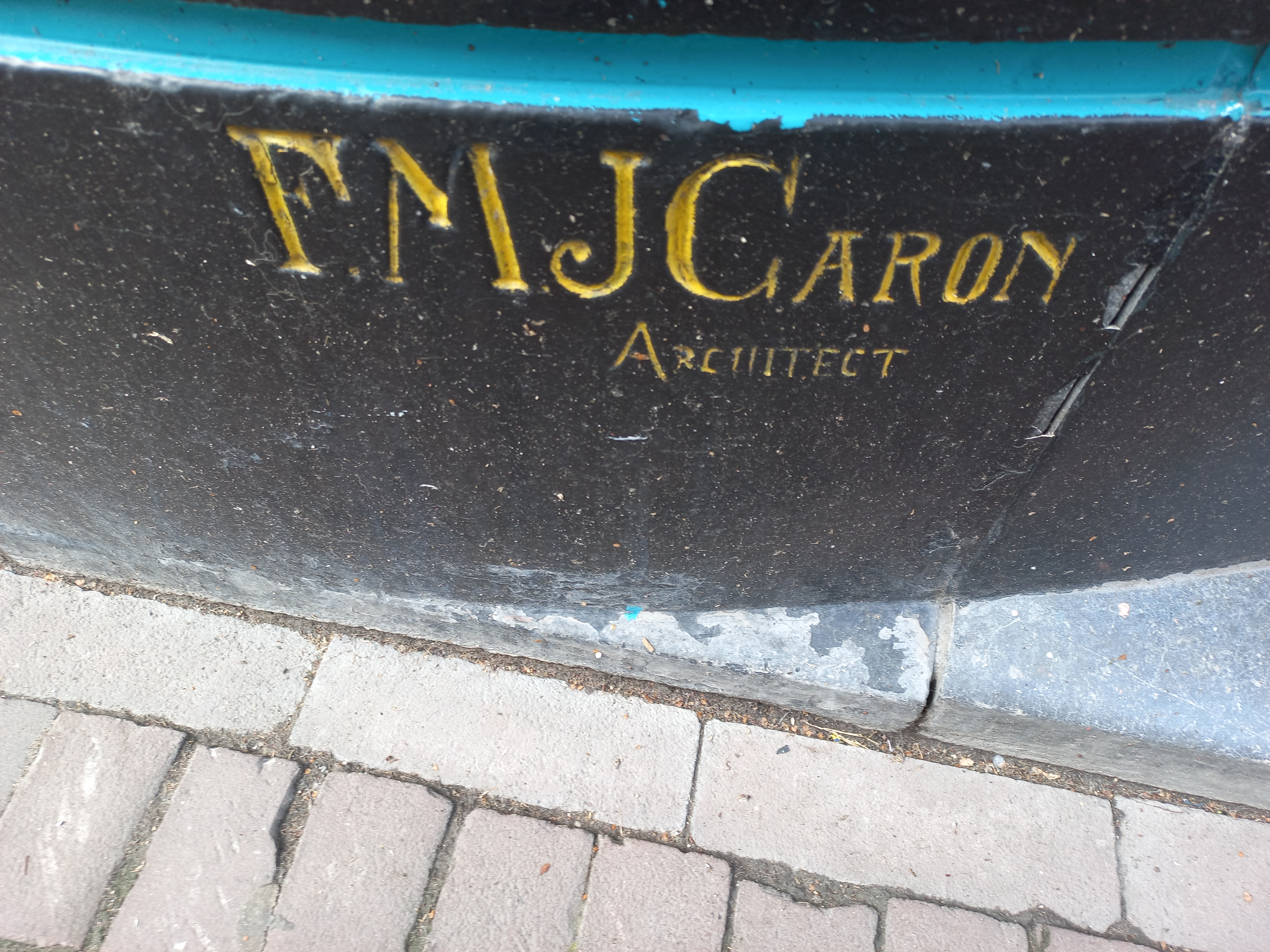
Stempel van de architect (augustus 2022)